# Hieracium caesiopilosum
Hieracium caesiopilosum es una especie de planta con flor del género Hieracium, de la familia Asteraceae, orden Asterales.

## Distribución
Hieracium caesiopilosum se distribuye por Escocia.

## Taxonomía
Fue descrita científicamente por Pugsl. Fue publicada en J. Bot. 79: 196 (1942).